# 여야택시
여야택시는 2015년 7월 18일과 7월 19일 이틀 간 주말 밤 10시 30분에 KBS 1TV로 방영한 한국방송공사의 텔레비전 프로그램이다.

## 기획 의도
4인의 여야 정치인이 서울, 영남, 호남 등 해당 지역에서 1박 2일동안 택시 기사가 돼 길 위를 달리며 리얼 민심을 듣는 현장밀착형 프로그램

## 방송 시간
| 방송 채널 | 방송 기간                         | 방송 시간               |
| --------- | --------------------------------- | ----------------------- |
| KBS 1TV   | 2015년 7월 18일 ~ 2015년 7월 19일 | 밤 10:30 ~ 11:30 (60분) |